# Mal (fisk)
Mal (Silurus glanis), ibland kallad europeisk mal, är en stor sötvattensfisk som ingår i släktet Silurus och familjen malfiskar. Malen är en av världens största sötvattensfiskar med storleksrekord på närmare fem meter och över 300 kg. Fisken trivs i lugnvatten från Spanien till Centralasien. I Sverige finns den dock endast i tre olika vattensystem i sydöstra delen av landet, och populationen är hotad på grund av miljöförändringar.

## Utseende

### Översikt
Malen kan bli upp till fem meter lång och väga 300 kilogram, och näst efter europeisk stör är den Europas längsta sötvattensfisk.

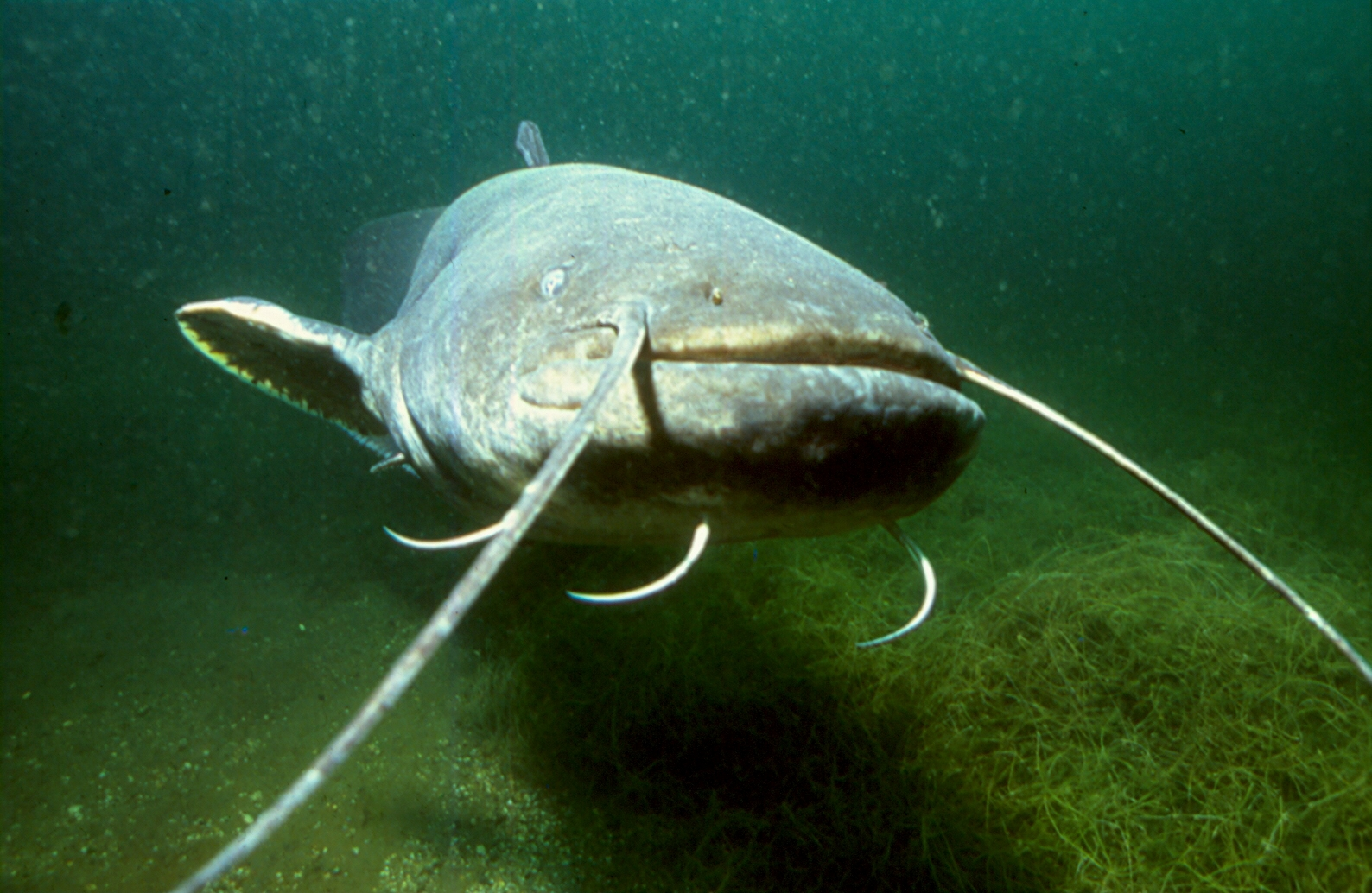
Malen har sex stycken skäggtömmar.

Malen har en lång, hög, ihoptryckt kropp, med en slät hud utan fjäll och som ofta är täckt av slem. Kroppen är kilformig och smalare bak än fram. Undersidan av kroppen är marmorerad, färgen på översidan är blåsvart. Huvudet är platt med två långa skäggtömmar från överkäken och fyra kortare från underkäken; vilka alla fungerar som känselorgan (motsvarande morrhår hos katter). På skäggtömmarna sitter också smaklökar som är till hjälp vid födosökandet. Den breda munnen är full av små tänder. Fisken har en mycket liten ryggfena och en mycket lång analfena. Till det yttre påminner malen närmst om laken.

### Rekordstorlek
Europeisk mal är en av de största sötvattenfiskarna i världen.
Det största infångade exemplaret i Sverige fångades 1870, där det i Eskilstuna Tidning för den 10 augusti stod att läsa: "en owanlig fisk warit införd å Eskilstuna torg. Det war näml. en 6 alnar lång mal, som infångats i sjön Båfwern." Sjön går idag under namnet Båven, fiskaren skulle ha varit fiskaren Anders Petter Karlsson Sandberg, och 6 alnar motsvarar 3,6 meter. Vikten var enligt uppgift hela 180 kilogram. Den köptes av åkaren J. E. Jacobsson som sedan skänkte skinnet till det nybyggda läroverket.
Det näst tyngsta exemplaret, med vikten 139 kilogram, fångades i Emån. Den tredje största vägde 127,5 kilogram och fångades i Ivösjön i nordöstra Skåne, även den på 1800-talet.
Internationellt har några av de största exemplaren fångats i Ryssland (eller områden som tillhört Ryssland). Den absoluta toppnoteringen gäller ett exemplar som på 1800-talet fångades i Dnepr, med en längd på 4,57 meter och en vikt på 336,3 kg. Det italienska rekordet är på 2,78 meter och 144 kg, uppmätt på en fisk fångad i Pos delta.

## Ekologi
Malen förekommer i sötvatten och bräckt vatten, där den föredrar näringsrika vatten. Den är en bottenlevande art som förekommer ner till 30 meters djup och trivs bäst i långsamt flytande vatten. I vatten med nedhängande rötter av gråvide, hålor, stenblock och liknande trivs arten. Även översvämningsmarker och våtmarker är en passande biotop.

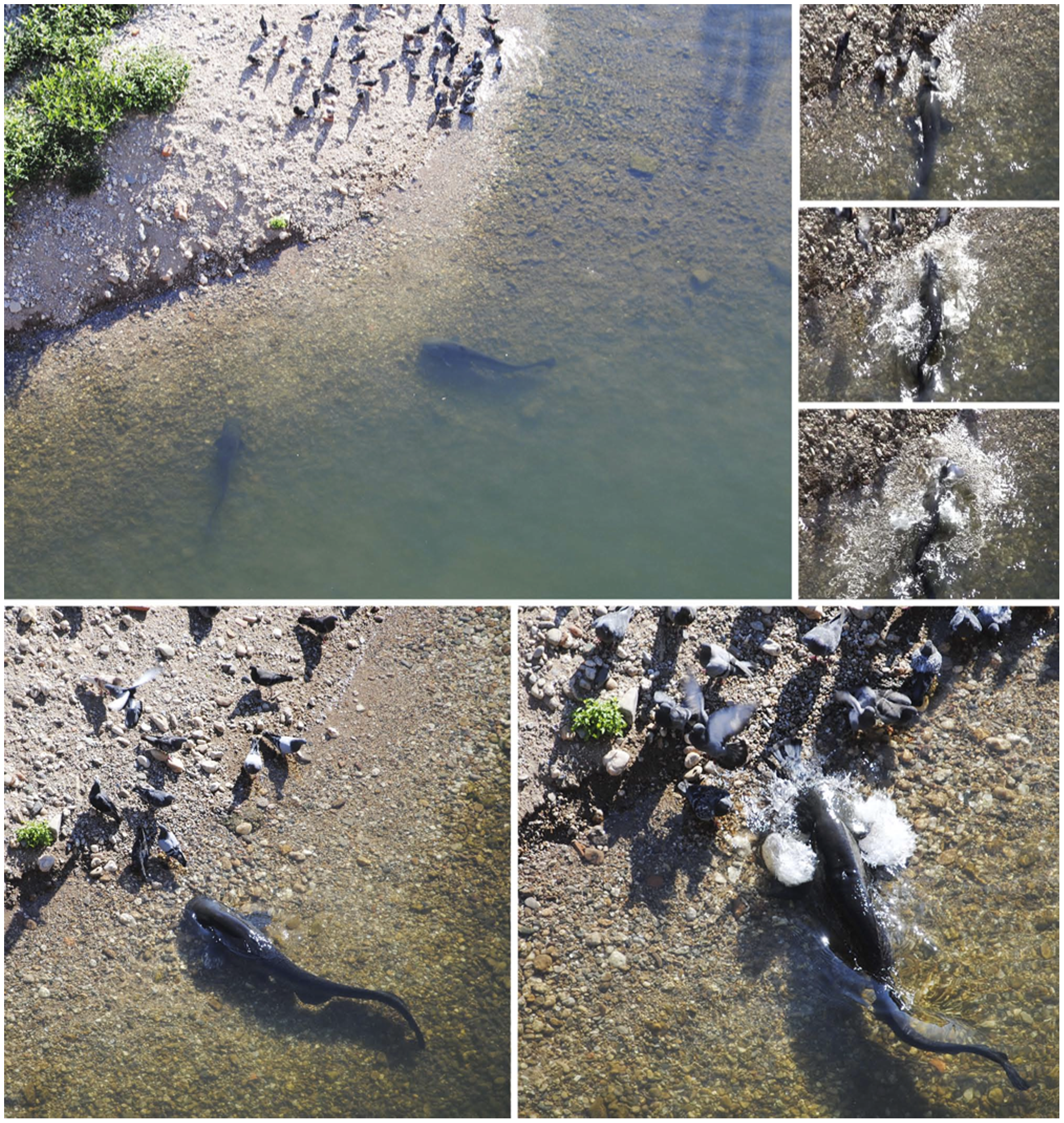
Malar kan även äta sjöfågel. I bildserien ses jakt på duvor i den franska floden Tarn (i eller nära Albi).

Malens favoritföda är karpfiskar som mört och björkna. Malen har dock en varierande diet som ofta även inkluderar grodor och i varierande grad även kräftdjur och sjöfågel; vid minst ett tillfälle har den setts jaga duvor som uppehållit sig vid strandkanten. Den är framför allt nattaktiv.
Europeisk mal kan bli åtminstone 30 år gammal, och det svenska åldersrekordet hålls av en 40 år gammal fisk på 38 kg. Teoretiskt bedöms att arten kan nå 80 års ålder.
Malen leker nära stranden under sommaren, där äggen fastnar på vattenväxter. Honan kan producera cirka 30 romkorn per gram kroppsvikt, vilket innebär att en hona på 10 kg kan lägga 300 000 korn. Det är hanen som sedan vaktar rommen, tills de kläcks; kläckningen tar 2-3 dygn beroende på vattentemperatur. Favorittemperaturen i vattnet är 22 °C, och i de kalla svenska vattnen växer fisken långsamt.

## Utbredning
Malen förekommer i stora delar av södra och mellersta Europa – så långt norrut som till södra Sverige och så långt söderut som till Spanien och Turkiet – samt vidare till Centralasien i öster. Den förekommer i avrinningsområden vid Nordsjön, Östersjön, Svarta havet, Kaspiska havet, Aralsjön, vid Maritza i Egeiska havet och Strumas till Sperchios avrinningsområden i Turkiet men saknas i övriga flodbäcken runt Medelhavet. Arten är idag vida introducerad och omförflyttad i hela Europa och introducerad till Balchasjsjön.

### Förekomst i Sverige
Arten förekommer i Götaland och Svealand, främst i Emåns vattensystem i östra Småland samt i sjön Båven i Södermanland (del av Nyköpingsåns vattensystem). Sparsamt förekommer den även i Möckeln (del av Helge ås vattensystem) i Kronobergs län samt ett antal mindre sjöar i Småland och Södermanland som är del av de här tre uppräknade vattensystemen. En individ på 20 kilo har 2020 fångats i Hulingen i Hultsfred som via Silverån rinner ut i Emån, antagligen har den planterats där då vandring till Hulingen från Emån är tveksam. 
Malens förekomst i södra Sverige är en kvarleva från den tid (för 8 000 år sedan) då hela Östersjön var en insjö. Idag förekommer fisken inte i saltvattnet i Östersjön, vilket har isolerat den svenska populationen från resten av malbestånden på den eurasiska kontinenten.

## Malen och människan

### Status och hot
Globalt är inte arten hotad utan kategoriseras av IUCN som livskraftig LC. Enligt den finländska rödlistan är arten nationellt utdöd i Finland. I flera områden där arten introducerats har malen haft ogynnsamma effekter på den lokala ekologin.
Status i Sverige

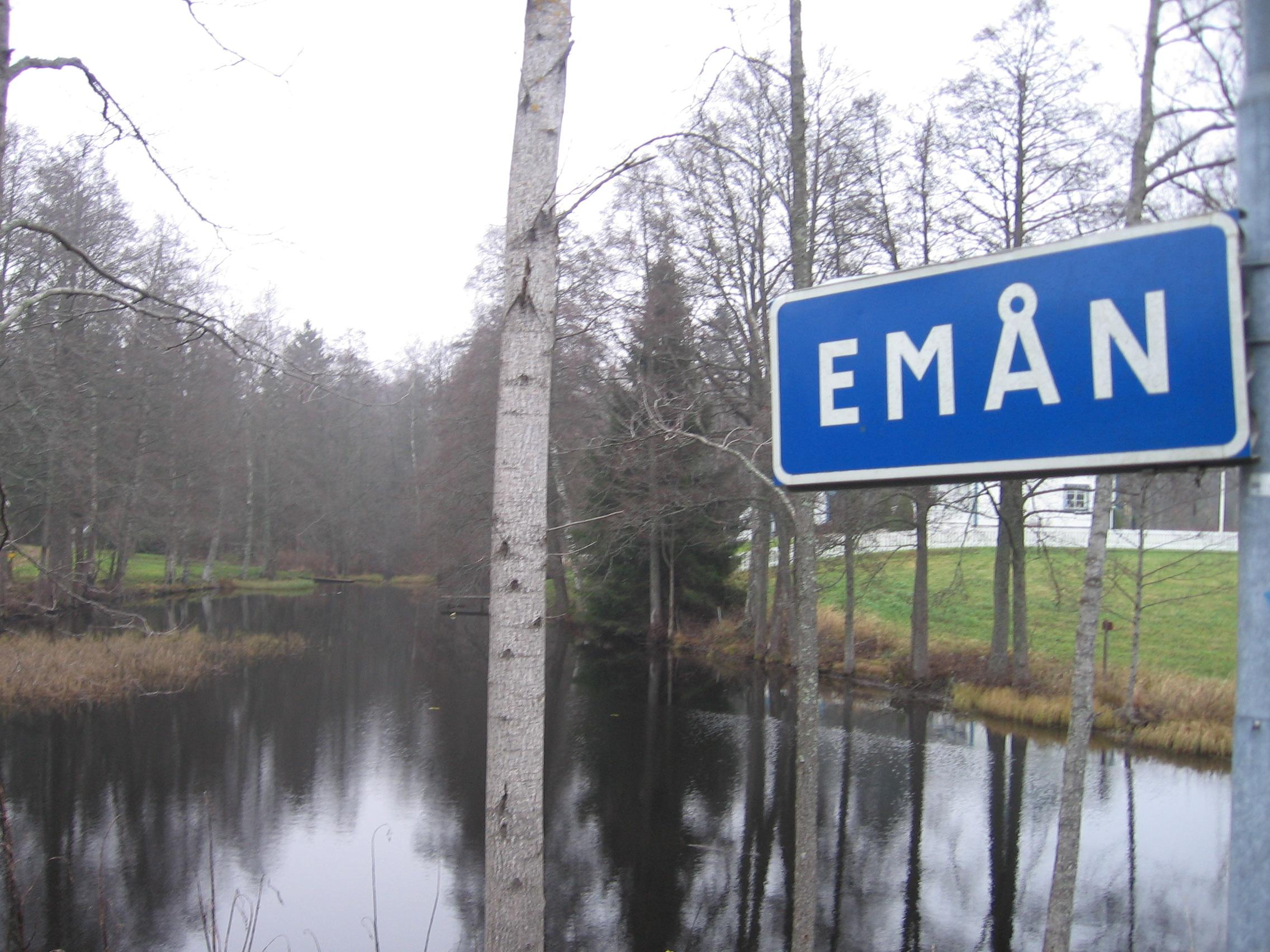
Emån är en av malens få kvarvarande biotoper i Sverige.

Malen är i Sverige upptagen som starkt hotad (EN) på rödlistan och därför fridlyst. Anledningen till den svenska malstammens kraftiga tillbakagång de senaste 50 åren tros främst vara kraftverksbyggen, sjösänkningar, förstörda lekplatser, utdikningar och föroreningar. Dessutom är det kalla svenska vattnet en försvårande faktor. I Hjälmaren försvann malen i samband med sjösänkningen under 1880-talet.
Projekt för att säkra malens överlevnad i Sverige har satts igång, och man har kunnat bevisa att malen har förökat sig i några få svenska vattendrag de senaste åren. I Helge å, där beståndet i den nedre delen av ån försvann på 1960-talet på grund av föroreningar, utplanterades ett antal exemplar 1999. "Projekt Malen" har pågått sedan 1982, startat på initiativ av Högskolan i Kalmar och Sportfiskarna. Omsorgen om malen har gjort att kanaliseringen av Emån i slutet av 1980-talet inte gjordes på den för malen passande Fliserydsplatån längs med ån.
För att försöka rädda arten i Sverige håller ett åtgärdsprogram på att tas fram av Fiskeriverket. Eftersom arten sedan 1994 är fredad i Sverige, måste malar som fångas sättas tillbaka oskadade.
År 2012 ansågs att det fanns knappt 250 malar som var reproduktionsdugliga i hela Sverige.

### I kulturen
Malen är Smålands landskapsfisk.

## Namngivning
Europeisk mal beskrevs och klassificerades första gången av Carl von Linné, år 1758. Arten har getts tre olika vetenskapliga namn:
- Siluris glanis – Linaeus, 1758[25]
- Silurus silurus – Wulff, 1765[25]
- Silurus glanis – Kessler, 1872[25]

Det svenska trivialnamnet för arten är i litteraturen europeisk mal.